# Kevin Kim
Kevin Kim (Torrance, 26 luglio 1978) è un ex tennista statunitense.

## Carriera
Tennista di origine coreana, ottenne il suo best ranking in singolare il 21 marzo 2005 con la 63ª posizione, mentre nel doppio divenne il 27 agosto 2001, il 118º del ranking ATP.
Il miglior risultato ottenuto in carriera è la finale in doppia raggiunta in coppia con il connazionale Jim Thomas nel 2001 nel U.S. Men's Clay Court Championships di Houston; in quell'occasione furono sconfitti dalla coppia indiana composta da Mahesh Bhupathi e Leander Paes con il risultato di 6(4)–7, 2-6.
In singolare, in carriera vinse nove titoli nei tornei del circuito ATP Challenger Tour, quasi esclusivamente sul territorio degli Stati Uniti. Nei tornei del grande slam è da ricordare il terzo turno che raggiunse nell'Australian Open 2005 dove fu superato dalla testa di serie numero 30, lo svedese Thomas Johansson dopo aver sconfitto il coreano Hyung-Taik Lee e lo spagnolo Guillermo García López. Un terzo turno fu il miglior risultato raggiunto anche in doppio nei tornei del grande slam. Ciò avvenne nell'Open di Francia 2005, dove in coppia con il coreano Hyung-Taik Lee, venne superato dalla coppia cilena composta da Fernando González e Nicolás Massú, dopo aver sconfitto, tra gli altri, la testa di serie numero 4 composta dall'indiano Mahesh Bhupathi e l'australiano Todd Woodbridge.

## Statistiche

### Tornei ATP

#### Doppio

##### Sconfitte in finale (1)
| Legenda singolare                                 |
| Grande Slam (0)                                   |
| ATP World Tour Finals (0)                         |
| ATP Masters Series / ATP Masters 1000 (0)         |
| ATP International Gold / ATP World Tour 500 (0)   |
| ATP International Series / ATP World Tour 250 (1) |

| N. | Data           | Torneo                                       | Superficie  | Compagno   | Avversari in finale          | Punteggio   |
| 1. | 30 aprile 2001 | U.S. Men's Clay Court Championships, Houston | Terra rossa | Jim Thomas | Mahesh Bhupathi Leander Paes | 6(4)-7, 2-6 |

### Tornei minori

#### Singolare

##### Vittorie (9)
| Legenda tornei minori |
| Challenger (9)        |
| Futures (0)           |

| N. | Data             | Torneo                                                | Superficie  | Avversario in finale | Punteggio        |
| 1. | 29 ottobre 2001  | Burbank Challenger, Burbank                           | Cemento     | Vince Spadea         | 6-2, 6-4         |
| 2. | 21 giugno 2004   | Andorra Challenger, Andorra                           | Cemento     | Gilles Müller        | 6-4, 6-0         |
| 3. | 19 luglio 2004   | Aptos Challenger, Aptos                               | Cemento     | Frank Dancevic       | 7-6(2), 6-3      |
| 4. | 18 ottobre 2004  | Burbank Challenger, Burbank                           | Cemento     | Robert Kendrick      | 7-5, 1-6, 6-3    |
| 5. | 6 febbraio 2006  | Challenger of Dallas, Dallas                          | Cemento (i) | Robert Kendrick      | 1-6, 6-4, 6-1    |
| 6. | 4 giugno 2007    | Yuba City Racquet Club Challenger, Yuba City          | Cemento     | Bobby Reynolds       | 6-4, 0-6, 6-3    |
| 7. | 14 luglio 2008   | Aptos Challenger, Aptos                               | Cemento     | Andrea Stoppini      | 7-5, 6-1         |
| 8. | 8 settembre 2008 | USTA Challenger of Oklahoma, Tulsa                    | Cemento     | Vince Spadea         | 6-3, 3-6, 6-4    |
| 9. | 2 novembre 2009  | Charlottesville Men's Pro Challenger, Charlottesville | Cemento (i) | Somdev Devvarman     | 6-4, 6(8)-7, 6-4 |

#### Doppio

##### Vittorie (5)
| Legenda tornei minori |
| Challenger (2)        |
| Futures (3)           |

| N. | Data           | Torneo                                | Superficie  | Compagno         | Avversari in finale         | Punteggio        |
| 1. | 15 marzo 1999  | Japan F1, Isawa                       | Terra rossa | Hyung-Taik Lee   | Mitty Arnold Todd Meringoff | 6-4, 6-4         |
| 2. | 24 maggio 1999 | USA F5, Boca Raton                    | Cemento     | Yohny Romero     | Michael Jessup Lee Pearson  | 6-4, 6-7, 6-2    |
| 3. | 5 luglio 1999  | Challenger de Granby, Granby          | Cemento     | Jimy Szymanski   | Harel Levy Lior Mor         | 4-6, 6-1, 6-4    |
| 4. | 24 marzo 2003  | USA F6, Mobile                        | Cemento     | Michael Joyce    | Josh Goffi Travis Parrott   | 6(0)-7, 6-3, 7-5 |
| 5. | 3 luglio 2006  | Open Ciudad de Pozoblanco, Pozoblanco | Cemento     | Justin Gimelstob | Ivo Klec Jan Mertl          | 6-3, 7-5         |